# Marito

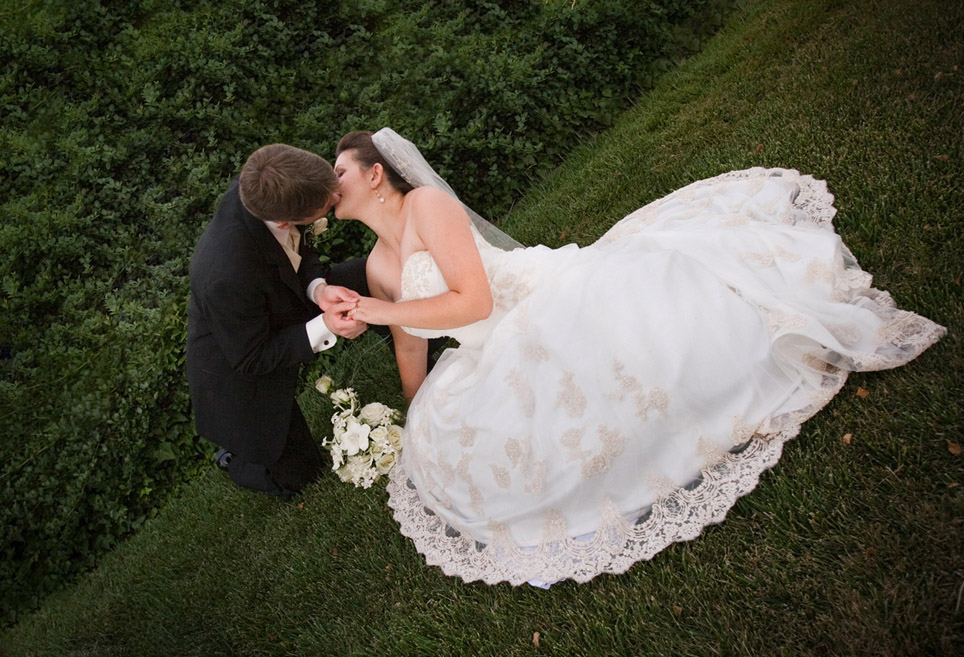
Un marito appena sposato che bacia la sua sposa

Un marito è un uomo unito in rapporto coniugale. Egli può essere chiamato anche coniuge o sposo.
I diritti e i doveri del marito in relazione al partner, così come il suo status nella comunità, variano tra le diverse culture e sono variati nel corso dei tempi.
Nelle culture di monogamia, un uomo dovrebbe non avere più di una moglie contemporaneamente, così come una donna dovrebbe non avere più di un marito nello stesso tempo. Questo è imposto da codici giuridici che vietano la poligamia. Nella poligamia, invece, un uomo può avere più di una moglie contemporaneamente.
Anticamente il marito veniva considerato il capo del nucleo familiare, cioè colui che rappresentava il cosiddetto breadwinner nella terminologia anglosassone, parola basata sulla forma del paternalismo (che può essere ancora in uso in alcune famiglie).
Il termine marito viene applicato ad un uomo unito in matrimonio fino alla fine del matrimonio stesso, che può coincidere con il raggiungimento di un divorzio legalmente riconosciuto. Nel caso del sopraggiungimento della morte della moglie o del marito, egli viene indicato automaticamente come vedovo.

## Termini correlati

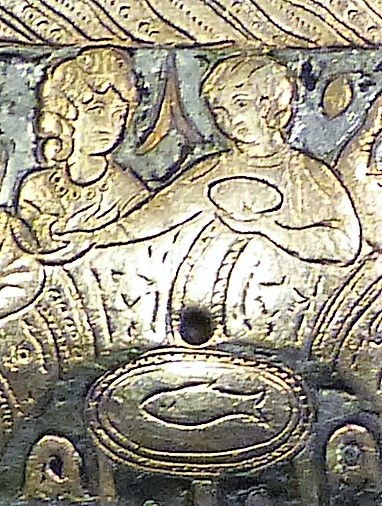
Seuso e sua moglie

Al termine di un matrimonio valido, marito e moglie acquisiscono lo status di coniugi e, finché il matrimonio persiste, un uomo è chiamato marito. Nei matrimoni eterosessuali la donna è chiamata moglie; nei matrimoni omosessuali tra maschi, ogni maschio è chiamato marito.
Sebbene il marito sia un termine stretto per lo sposo, quest'ultimo è un partecipante maschio a una cerimonia nuziale, mentre un marito è un uomo sposato dopo il matrimonio e per la durata del matrimonio stesso. Il termine marito si riferisce al ruolo istituzionalizzato del maschio sposato, mentre il termine padre si riferisce al maschio nel contesto della sua prole, uno status che può o meno indicare che ha avuto luogo una cerimonia matrimoniale.
In alcuni casi di matrimonio eterosessuale, prima del matrimonio, il futuro marito o la sua famiglia possono aver ricevuto una dote, o aver dovuto pagare il prezzo della sposa, oppure entrambi sono stati scambiati. La dote non solo aiutava la costituzione di una famiglia, ma serviva anche come condizione nel quale se il marito avesse commesso gravi offese alla moglie, avrebbe dovuto restituire la dote alla moglie o alla sua famiglia. Per il momento del matrimonio, furono resi inalienabili dal marito. Avrebbe potuto lasciare la moglie (o le mogli), poi vedova (o vedove), una dote (spesso un terzo o la metà del suo patrimonio) per mantenerla come vedova.
Come simbolo esterno del fatto che i coniugi sono sposati, ogni coniuge indossa comunemente una fede nuziale sull'anulare; il fatto che esso sia posizionato a sinistra o a destra dipende dalla tradizione del paese.
Marito si riferisce inoltre alla forma istituzionalizzata in relazione al coniuge e alla prole, a differenza del padre, termine che inserisce un uomo nel contesto dei propri figli. Si confronti anche l'analoga allevamento, che nel XIV secolo si riferiva alla cura della casa, ma oggi significa "controllo o uso oculato delle risorse", conservazione, e in agricoltura, la coltivazione di piante e animali, e la scienza sulla sua professione.

## Cultura occidentale

### Stato storico
Nelle unioni eterosessuali premoderne (antica storia romana, medievale e moderna), un marito era obbligato a proteggere e sostenere non solo la moglie ei figli, ma anche i servi e gli animali del suo dominio. Il padre (in quanto " mecenate") riceveva molta autorità, diversa da quella della moglie (in queste culture non esisteva la poligamia).
Nella storia dell'Europa del Medioevo e della prima età moderna, era insolito sposarsi per amore, ma poi farlo è diventato un ideale influente. Durante questo periodo, un marito in un matrimonio eterosessuale aveva più opportunità nella società rispetto a sua moglie, che non era riconosciuta legalmente indipendente.

### Stato contemporaneo
Nella cultura occidentale secolarizzata contemporanea, i diritti dei coniugi sono stati equiparati. Il matrimonio civile obbliga generalmente il coniuge più ricco, "capofamiglia", a fornire alimenti all'ex coniuge, anche dopo la separazione e anche dopo il divorzio.
Lo status giuridico del matrimonio consente a ciascun coniuge di parlare a nome dell'altro quando uno dei due è incapace (ad esempio in coma); un marito è anche responsabile dei figli del coniuge negli stati in cui si presume automaticamente che sia il padre biologico.

## Religione

### Cristianesimo
Nel cristianesimo, secondo la Bibbia, un marito in un matrimonio eterosessuale ha una serie di doveri:
- Presentare la sua sposa a Dio per tutta la vita nel modo più perfettamente santo e virtuoso possibile[16].
- Proteggere la moglie con la propria vita, fisicamente, emotivamente e "spiritualmente"[17].
- "Deporre" la sua vita, considerandola più importante di se stesso[18].
- Guidare sua moglie e la sua famiglia negli atti migliori per loro[19].
- Essere il meglio che può essere nel potere di Dio[20].
- Non rinnegare il proprio corpo da essa (la moglie)[21].

### Islam
Nella giurisprudenza matrimoniale islamica, i mariti sono considerati protettori della famiglia e delle loro mogli. In qualità di protettore, il marito ha vari diritti e doveri che è tenuto ad adempiere e quindi gli vengono offerte opportunità diverse da quelle della moglie o delle mogli, non solo negli affari legali ed economici della famiglia, ma anche all'interno della famiglia. Come nella maggior parte dei casi nella legge e nella cultura dell'Islam, tutto è correlato al Corano.
Molti musulmani possono essere d'accordo su una relazione perfettamente paritaria. L'Islam è l'unica grande religione che pone un limite alla poligamia, limitando il numero delle mogli di un uomo a quattro, a condizione che il marito possa rendere giustizia a tutte loro. Sebbene alcune religioni, come il cattolicesimo per esempio, mettano un limite alla poligamia, o anche alla monogamia seriale, consentendo a un coniuge fino a quando la morte non lo separa, senza nemmeno accettare il divorzio. Secondo gli insegnamenti dell'Islam un uomo musulmano dovrebbe avere un motivo valido e deve ottenere il permesso dalla moglie esistente (senza alcuna forza) se richiede di risposarsi. L'Islam detesta con veemenza qualsiasi relazione intima al di fuori del vincolo matrimoniale.
Non vi è alcun segno esterno per mostrare il suo status di marito, a meno che non abbia adottato la tradizione di indossare una fede nuziale.

### Induismo
Un marito indù tradizionalmente porta la moglie a casa sua. Ci si aspetta che provveda a lei e dimostri le sue capacità per farlo. Il matrimonio nell'induismo è una relazione per sette nascite (सात जन्मों का सम्बन्ध). Prima del 1951 non era consentito il divorzio nel matrimonio indù.
Nei tempi moderni, ancora una volta dopo il 1951, vengono garantiti uguali diritti per le donne attraverso la società e la giurisdizione della legge.
L'Encyclopædia Britannica afferma che "Nella legge indù, i membri maschi di una famiglia unita, insieme alle loro mogli, vedove e figli, hanno diritto al mantenimento della proprietà comune".

### Buddismo e religioni popolari cinesi
Le leggi di famiglia cinesi furono cambiate dalla rivoluzione comunista e nel 1950 la Repubblica popolare cinese ha promulgato una legge matrimoniale completa che include disposizioni che conferiscono ai coniugi uguali diritti per quanto riguarda la gestione della proprietà coniugale.

## Altre culture
In Giappone, prima dell'emanazione del Codice Civile Meiji del 1898, tutte le proprietà della donna, come la terra o il denaro, passavano al marito ad eccezione degli indumenti personali e di un supporto per specchi.

## Aspettativa di fedeltà
Sebbene ci sia generalmente un'aspettativa che un coniuge non abbia rapporti sessuali con nessuno diverso dal suo o dai suoi coniugi, storicamente, nella maggior parte delle culture, questa aspettativa non era così forte come nel caso delle mogli, una situazione che era evidente in ambito legale attraverso codici che proibivano l'adulterio, in cui l'adulterio maschile era spesso criminalizzato solo se esistevano circostanze "aggravanti", come nel caso portasse la sua amante nella casa coniugale, o se vi fosse uno scandalo pubblico. Il doppio standard era evidente anche nelle leggi sul divorzio di molti paesi, come il Regno Unito o l'Australia, che distinguevano tra adulterio femminile, che era di per sé motivo di tradimento, e adulterio maschile, che era motivo di tradimento solo in determinate circostanze. Questo doppio standard continua a essere professato in molte parti del mondo. Ad esempio, nelle Filippine, una moglie può essere accusata del reato di adulterio (per aver semplicemente avuto un rapporto sessuale con un uomo diverso dal marito), mentre un marito può essere accusato solo del relativo reato di concubinato, che è più vagamente definito (tenere l'amante nella casa di famiglia, o convivere con lei, o avere rapporti sessuali in circostanze scandalose).
Una violazione di questa aspettativa di fedeltà viene comunemente definita adulterio o sesso extraconiugale. Storicamente, l'adulterio è stato considerato un reato grave, a volte un crimine. Anche se non è così, potrebbe comunque avere conseguenze legali, in particolare un divorzio. L'adulterio può essere un fattore da considerare in una divisione di proprietà (una divisione giudiziaria dei diritti e degli obblighi di proprietà tra i coniugi durante il divorzio), può influenzare lo stato dei bambini, la custodia di essi, ecc.